# 스튜어트 홀

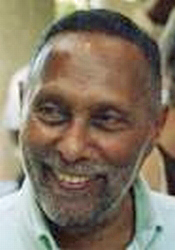

스튜어트 홀(Stuart McPhail Hall, 1932년 2월 3일 ~ 2014년 2월 10일)는 자메이카에서 출생한 영국의 마르크스주의 사회학자이자, 문화 이론가 및 정치가이다. 그는 리차드 호가트와 레이먼드 윌리엄스와 함께 영국 문화 연구를 했으며, 버밍엄 대학교의 현대문화연구센터를 창립한 인물 중 한 명이다.